# Explorer 1
Explorer 1 (oficiálně Satellite 1958 Alpha) byla první družice vypuštěná Spojenými státy americkými. Start se odehrál 31. ledna 1958 (1. února ve 3:48 UTC) na Mysu Canaveral na Floridě. Nosnou raketou byla Juno 1, která byla vyvinutá ze suborbitální rakety Jupiter-C.

## Historie
Raketu Jupiter-C pro družici vyvinul tým Wernhera von Brauna již pro připravený program Orbiter. Jenže poté, když Sověti vypustili svůj Sputnik 1 a kosmický program amerického námořnictva Vanguard se kvůli poruchám raket opozdil, byl von Braun požádán o vypuštění rakety s družicí. Pro vypuštění byly schváleny úpravy rakety Jupiter-C, přejmenované na civilní název Juno 1. Družice byla pevně připojena k motoru čtvrtého stupně rakety. Na start uvolnil Pentagon 3,5 milionu dolarů. Sestrojením družice byl pověřen ústav v Pasadeně, který požádal o spolupráci Jamese A. Van Allena na universitě v Utahu.

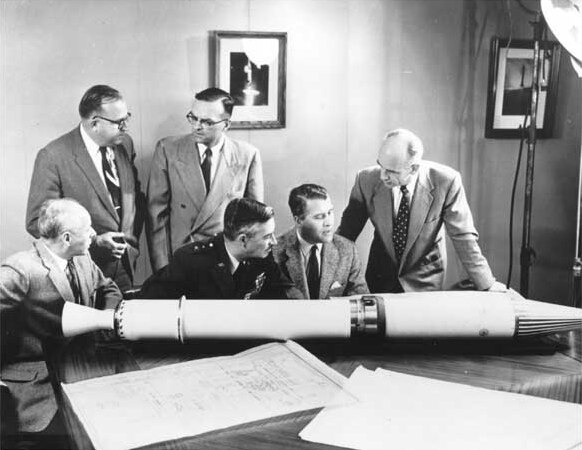
Model Exploreru I

## Technické údaje
Součástí zhruba 2 metry dlouhé družice byl Geigerův-Müllerův počítač pro měření kosmického záření, teploměr, zařízení (miniaturní mikrofony sestrojené studenty univerzity) pro detekci mikrometeoritů. Válec družice o průměru 15 cm byl opatřen kuželovitou ocelovou špicí.

## Průběh letu

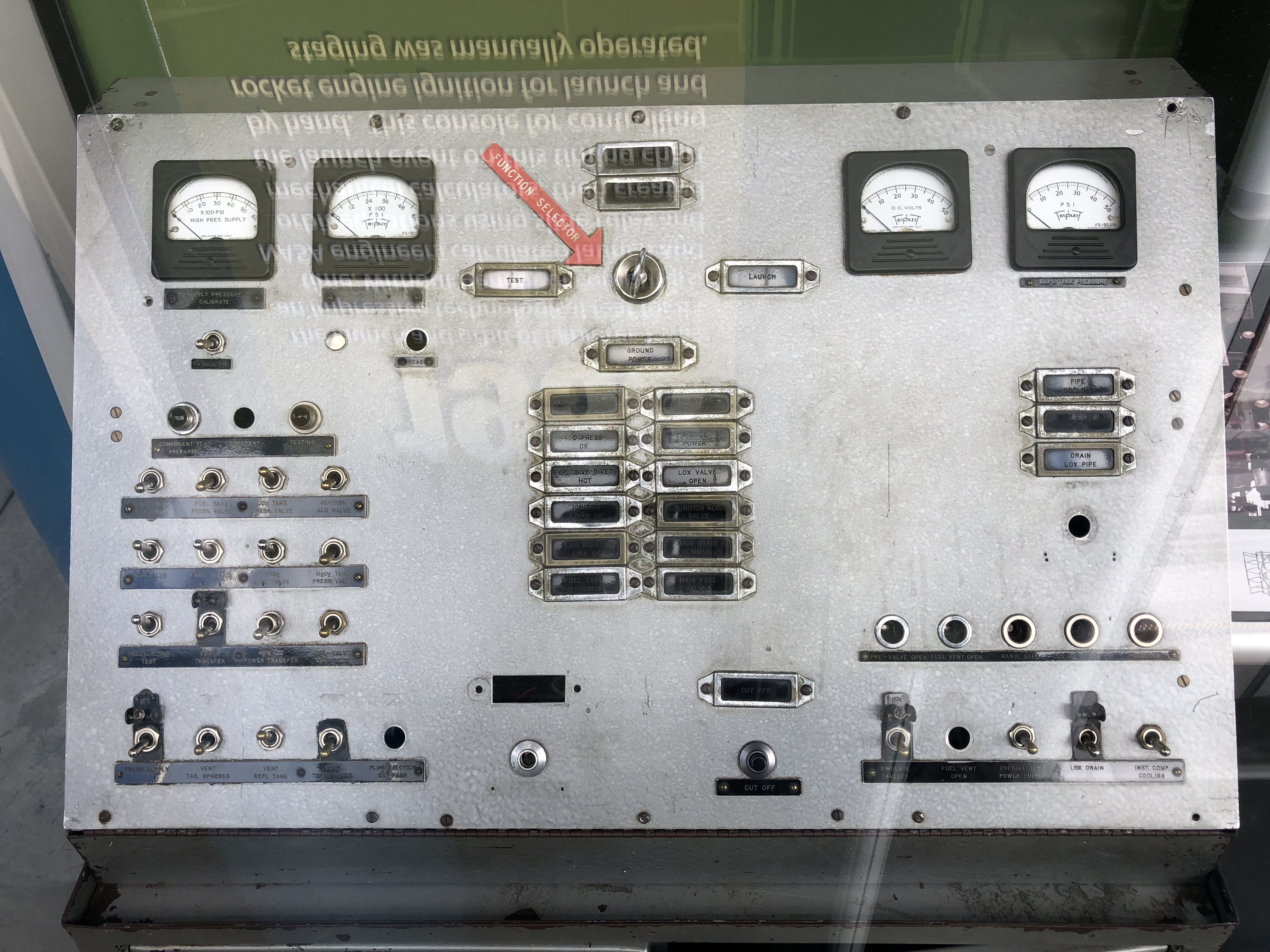
Ovládací panel družice Explorer 1 vystavený ve vesmírném muzeu v Huntsvillu

Jméno Explorer 1 první americká sonda získala až po dosažení oběžné dráhy. Teprve po dosažení prvního obletu planety oznámila pozemní stanice v Pasadeně úspěšný start. Zemi satelit obíhal po eliptické dráze ve výšce 358 až 2550 km, tedy výš, než byl plán, což způsobil vyšší výkon rakety. Celkem provedl cca 56 000 obletů. V květnu 1958 však baterie přestaly dodávat energii a Explorer 1 přestal vysílat z obou instalovaných vysílačů. Mise byla úspěšná, sonda jako první zaznamenala existenci radiačních pásů Země, tzv. Van Allenových pásů. Explorer 1 zanikl v zemské atmosféře 31. března 1970. Objevení těchto pásů je považováno za jeden z největších přínosů Mezinárodního geofyzikálního roku.